# 尾斑黑鮡
尾斑黑鮡（学名：Gagata cenia）为輻鰭魚綱鯰形目鮡科黑鮡属的鱼类。在中国，分布于云南的怒江水系等，另分布於印度河、恆河、馬哈維里河及薩爾溫江，體長可達15公分，棲息具有潮汐的河川底層水域，生活習性不明，可做為食用魚。该物种的模式产地在孟加拉北部。